# OpenMS
OpenMS ist eine Software-Sammlung für den Bereich der Hochdurchsatz-Massenspektrometrie. Hauptziel ist dabei die Identifizierung von Substanzen und deren Konzentration etwa, um Krankheiten auf Ebene der Moleküle zu verstehen, Biomarker zur Diagnostik zu finden oder mögliche neue Zielpunkte für Arzneimittelwirkstoffe zu entdecken. Im Zuge wurden freie Datenformate wie mzData und mzXML unterstützt sowie am Nachfolger mzML aktiv mitgearbeitet. Die Lizenzbedingungen wurden so liberal gewählt, dass sie für akademische und kommerzielle Zwecke anwendbar sind. Ziel ist die flexible und reproduzierbare Datenanalyse durch Programmierschnittstellen in C++ und Python unter Verwendung offener Datenformate. Die unterschiedlichen Auswertestrategien der unterschiedlichen Disziplinen und verwendeter Gerätetechniken sollen so wieder zusammengeführt werden. Zur Datenauswertung wird eine Kombination aus integrierten Werkzeugen und kommerziellen Applikationen zur Verfügung gestellt, die hintereinander geschaltet werden können. Durch die Integration in KNIME und Galaxy ist auch eine grafische Bearbeitung der Schritte möglich.